# Стеноз трахеи
Трахея — это полая трубка, обеспечивающая попадание воздуха в нижележащие отделы дыхательных путей. Стеноз трахеи приводит к затруднению прохождения воздуха в бронхи.

## Стеноз трахеи у детей
Стеноз трахеи является одной из причин обструкции дыхательных путей у детей и характеризуется сужением дыхательных путей.

## Причины возникновения
Патология может развиваться как при изменениях в самой трахее, так и в близлежащих органах. К наиболее частым причинам стеноза относятся:
- Врождённая патология развития дыхательных путей
- Рубцовый стеноз гортани зачастую является приобретённым и выступает как следствие длительной интубации или повреждения слизистых тканей гортани в результате травматической интубации через гортань.
- Компрессия рядом расположенными органами, в частности, увеличенной щитовидной железой.
- Новообразования трахеи, вызывающие сужение просвета дыхательной трубки.

## Симптомы и клиническая картина
У детей со стенозом гортани  обструкция дыхательных путей может проявляться по-разному.
У новорождённых стеноз может проявляться как стридор и тяжёлое дыхание после экстубации, требующий повторной интубации.

## Диагностика
Диагностика степени стеноза выполняется посредством эндотрахеальной трубки различных диаметров.
Диагностика включает прямую ларингоскопию и прямую бронхоскопию.
По классификации C. M. Myer и R. T. Cotton различают четыре основных степени стеноза, в зависимости от степени обструкции:
Степень I — обструкция от 0- до 50 %
Степень II — обструкция от 50 % до 71 %
Степень III — обструкция от 71 % до 99 %
Степень IV — обструкция 100 %

## Лечение стеноза трахеи
Лечение стеноза трахеи подбирается в зависимости от причины, вызвавшей патологию. Наибольшую проблему вызывает устранение патологии, вызванной злокачественными новообразованиями трахеи и близлежащих органов. Идеально, если врач сможет устранить стеноз трахеи и сохранить при этом целостность трубки.
Существуют эффективные методы восстановления дыхательных путей у детей в зависимости от степени стеноза. Лечение может включать хирургическое вмешательство, причем при злокачественных патологиях это возможно, только когда болезнь выявляется на ранней стадии развития. Решением является трахеальная трансплантация путем замещения повреждений тканями аллотрансплантата. При этом размягчение трахеальной стенки является одной из основных проблем трахеальной трансплантации.
При стенозах с выраженным сужением дыхательных путей -III степень по классификации C. M. Myer и R. T. Cotton применяется ларингопластика. Ларингопластика - операция при стенозах гортани с применением имплантата из реберного хряща.
Если стеноз развился из-за врожденной патологии дыхательных путей, то специалисты предлагают провести его хирургическую коррекцию уже в первые месяцы или годы жизни ребёнка, в зависимости от степени сужения и сохранности функции дыхания.
Лечение рубцового стеноза заключается в эндоскопическом восстановлении просвета трахеи. При этом в ходе операции хирург рассекает образовавшиеся рубцовые спайки и вводит специальный расширитель, который восстанавливает проходимость трахеи. Если патология рецидивирует, то может быть применено открытое хирургическое вмешательство с целью протезирования дыхательной трубки.
При стенозах IV степени по классификации C. M. Myer и R. T. Cotton, выполняется резекция гортани.
Детям с лёгкой степенью стеноза (I и II) не требуется хирургическое вмешательство.